# تاتيانا موسكالكوفا

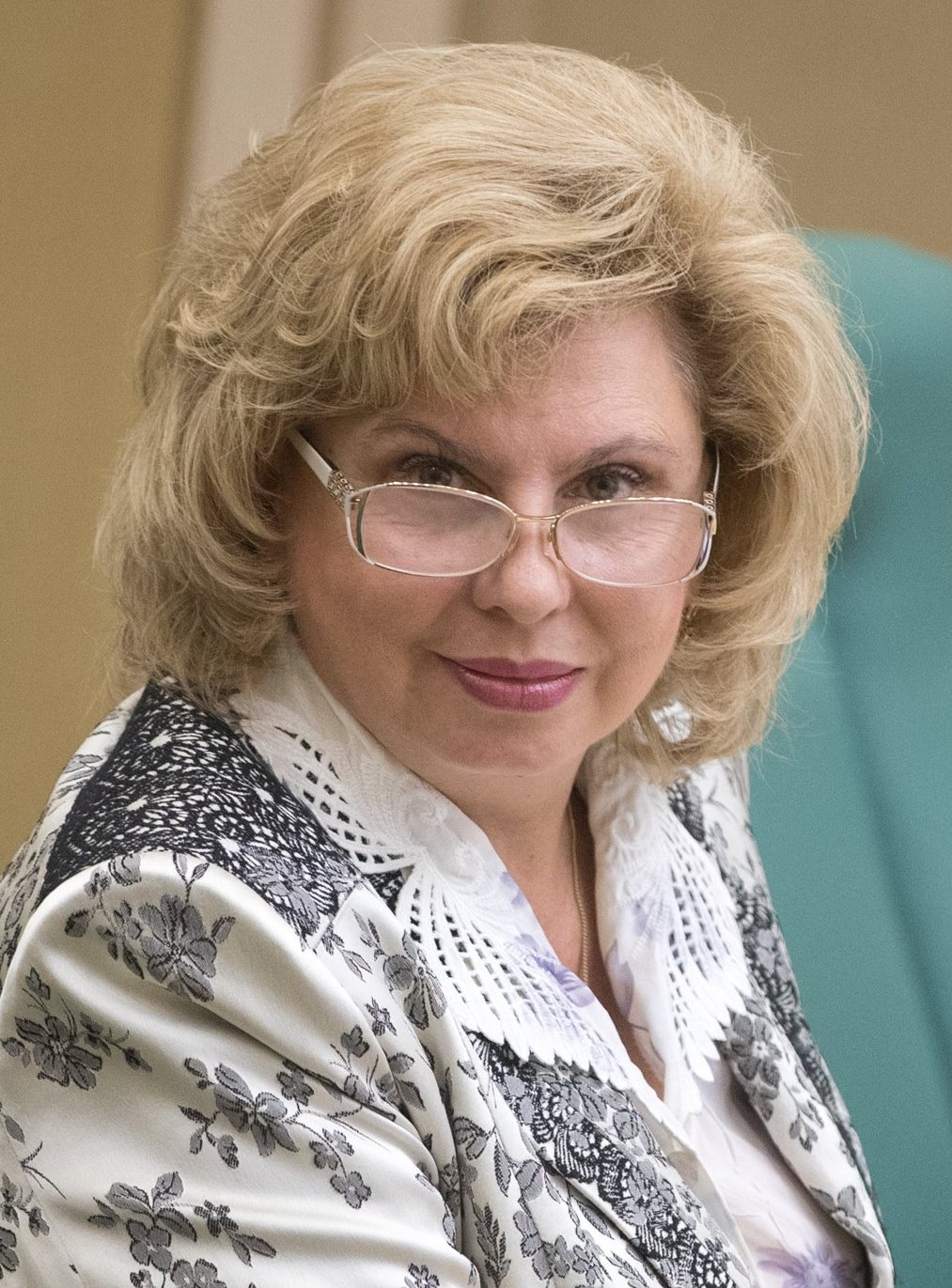
صورة التقطت في عام 2017

تاتيانا نيكولاييفنا موسكالكوفا (بالروسية: Татья́на Никола́евна Москалькóва، من مواليد 30 مايو 1955 ، فيتيبسك جمهورية بيلاروس الاشتراكية السوفيتية، الاتحاد السوفيتي ) هي محامية ومعلمة وسياسية روسية. تشغل منصب المفوض الروسي لحقوق الإنسان منذ 22 أبريل 2016، خلفًا لإيلا بامفيلوفا، ونائبة مجلس الدوما في الدومينتين الخامسة والسادسة للجمعية الفيدرالية للاتحاد الروسي.
موسكالكوفا حاصلة على دكتوراه في القانون ودرجة دكتوراه، ومحامية معترف بها من روسيا. وهي لواء متقاعد في الشرطة.
تشتهر موسكالكوفا بموقفها المؤيد للكرملين. لقد تغاضت عن حركة بوسي رايوت ووصفتها بأنها «هجوم على الأخلاق» وهي حاسمة تجاه الغرب.